# International Army Games
L'International Army Games è una competizione sportiva tra i militari dei paesi.

## Edizioni
| Anno | Nazione organizzatore | Partecipanti |
| ---- | --------------------- | ------------ |
| 2015 | Russia                |              |
| 2016 | Russia                |              |
| 2017 | Russia                |              |
| 2018 | Russia                |              |
| 2019 | Russia                |              |
| 2020 | Russia                |              |
| 2021 | Russia                |              |
| 2022 | Russia                | 4            |

## Discipline
- Biathlon in carro armato
- Frontiera dei cecchini
- Staffetta medica militare
- Cucina da campo
- Maestri del fuoco di artiglieria
- Coppa del Mare